# Vega (Bodentyp)
Eine Vega (spanisch: fruchtbare Ebene) ist ein Bodentyp, der aus sedimentiertem braunem Ausgangsmaterial im regelmäßig überfluteten Auenbereich von Flüssen entstanden ist.
Vega wurden unter dem Begriff braune Auenböden zum Boden des Jahres 2011 ausgerufen.
In der internationalen Bodenklassifikation World Reference Base for Soil Resources (WRB) gehören die meisten Vegen zu den Phaeozemen und Umbrisolen, teilweise auch zu den Cambisolen. Sind in geringer Tiefe noch stratifizierte fluviatile Ablagerungen zu erkennen, können es auch Fluvisole sein.

## Die braunen Auenböden (Vegen)

### Allochthone Vegen
Unter allochthonen Vegen versteht man durch Abtransport von braunem Material aus den umliegenden Feldern und dessen Wiederablagerung entstandene Böden. Sie sind auf Flächen, die häufig Überflutungen ausgesetzt sind zu finden. Dabei durchläuft der Oberboden eine terrestrische Entwicklung, während der Unterboden durch den teilweise hohen Grundwasserstand (ca. 1 m unter der Geländeoberfläche) beeinflusst wird.
Bodenhorizontabfolge: Ah/M

### Autochthone Vegen

Autochthone Vega der mittleren Oberrheinebene bei Rastatt

Autochthon sind Auenböden dann, wenn sie durch eine eigene Bodenentwicklung entstehen. Das bedeutet, dass diese Auenböden dort entstehen, wo keine Sedimentierung mehr stattfindet, also beispielsweise in eingedeichten Gebieten. Sie zeichnen sich durch eine tiefreichende Verwitterung aus. Durch Freisetzung von Eisenoxiden kommt es zu einer Verbraunung des Bodens.
Horizontabfolge: Ah/Bv/Go (Scheffer 2002: 509f.)

### Eigenschaften und Nutzung
Allochthone und Autochthone Auenböden lassen sich in ihren Nutzungseigenschaften zusammenfassen. Sie sind locker, gut durchwurzelbar, biologisch aktiv und recht fruchtbar, wodurch sich auch die hohen Bodenzahlen in diesem Bereich der Talaue ergeben. Als natürliche Vegetation würde sich im häufig überfluteten Bereich mit sehr hohem Grundwasserstand eine vorwiegend aus Weiden bestehende Weichholzaue und im seltener überfluteten Bereich eine vorwiegend aus Stieleichen, Ulmen und Eschen bestehende Hartholzaue einstellen. Diese sehr fruchtbaren Böden werden heute vor allem als Grünland, aber auch als Acker genutzt. Dabei sind die Vorteile durch die hohe Ertragsfähigkeit so hoch, dass das Risiko durch die regelmäßigen Überflutungen in Kauf genommen wird.